# انجيلو كيلي
انجيلو كيلي (بالألمانية: Angelo Kelly) (و. 1981  م) هو موسيقي، ومغني إسباني، ولد في بنبلونة.

## وصلات خارجية
- انجيلو كيلي على موقع IMDb (الإنجليزية)
- انجيلو كيلي على موقع ميوزك برينز (الإنجليزية)
- انجيلو كيلي على موقع ديسكوغز (الإنجليزية)
- انجيلو كيلي على موقع قاعدة بيانات الفيلم (الإنجليزية)

- انجيلو كيلي في قاعدة بيانات الأفلام على الإنترنت